# Lyprauta moesta
Lyprauta moesta är en tvåvingeart som först beskrevs av Oskar Augustus Johannsen 1910.  Lyprauta moesta ingår i släktet Lyprauta och familjen platthornsmyggor.
Artens utbredningsområde är Washington. Inga underarter finns listade i Catalogue of Life.